# Thomas Graals bästa film
Thomas Graals bästa film är en svensk komedifilm från 1917 i regi av Mauritz Stiller. I huvudrollerna ses Victor Sjöström och Karin Molander. Filmen fick en uppföljare, Thomas Graals bästa barn (1918). 

## Handling
Thomas Graal är filmförfattare, han har en sekreterare som han är väldigt förtjust i, men efter att han har överrumplat henne med en kyss så rymmer hon. 
I sin olycka ger sig Thomas i kast med ett filmmanuskript inspirerat av sekreteraren Bessie och vad han känner till om henne. Men hon har inte varit riktigt ärlig mot honom...

## Om filmen
Inspelningen av filmen utfördes vid Svenska Biografteaterns ateljé på Lidingö med exteriörer från Restaurant Blå Portens trädgård på Djurgården och olika platser i Stockholm av Henrik Jaenzon. 
Filmen premiärvisades 13 augusti 1917 på biograf Röda Kvarn i Stockholm. 
Filmen ansågs länge helt förlorad, men på 1950-talet hittades i England rester av en uthyrningskopia där större delen av filmens slut saknas.  

## Rollista (i urval)
- Victor Sjöström – Thomas Graal, författare
- Karin Molander – Bessie Douglas
- Albin Lavén – Alexander Douglas, godsägare, Bessies far
- Jenny Tschernichin-Larsson – Clotilde Douglas, Bessies mor
- Axel Nilsson – Johan, trotjänare hos herrskapet Douglas
- Georg Blomstedt – Beyron, direktör för AB Filmkompaniet
- William Larsson – Masey, förste regissör vid AB Filmkompaniet
- Gucken Cederborg – kokerska hos familjen Douglas
- Tyra Leijman-Uppström – portvaktsfru hos Thomas Graal
- Emil Fjellström – skeppare på bogserbåt
- Anna Diedrich – expedit i speceriaffär
- Rune Carlsten – expedit i speceriaffär
- Torsten Winge – den hängde i filmateljén
- Nils Lundell – rysk statist
- Olof Ås – scenarbetare